# Marc López
Marc López Tarrés (Barcellona, 31 luglio 1982) è un allenatore di tennis ed ex tennista spagnolo.
Ha raggiunto il suo più alto ranking in singolare il 10 maggio 2004 alla 106ª posizione, mentre in doppio ha raggiunto la 3ª posizione il 28 gennaio 2013.
È stato campione in doppio al Roland Garros 2016 con Feliciano López, ai Giochi Olimpici di Rio 2016 con Rafael Nadal e alle ATP World Tour Finals 2012 con Marcel Granollers. È stato inoltre finalista al Roland Garros e agli US Open nel 2014 con Marcel Granollers e agli US Open 2017 con López.
Nel dicembre 2021 fa il suo debutto come allenatore entrando a far parte del team di Rafael Nadal e a maggio dell'anno successivo si ritira dal tennis agonistico. Dall'aprile 2025 è l'allenatore di Jasmine Paolini.

## Carriera
Fa il suo esordio nel circuito ATP alla Mercedes Cup 2001 dove, dopo aver superato le qualificazioni, arriva fino alle semifinali eliminando tra gli altri le teste di serie numero 8 (Coria) e 13 (Alberto Martín). I migliori risultati li ottiene tuttavia in doppio quasi sempre insieme a connazionali. Conquista cinque titoli con Rafael Nadal, due con David Marrero, tre con Feliciano López e quattro con Marcel Granollers.

### 2012-2013: Olimpiadi di Londra e trionfo alle ATP Finals, 3º nel ranking mondiale
Nel 2012, all'età di trent'anni, partecipa alle sue prime Olimpiadi, sostituendo l'infortunato connazionale Nadal nel doppio maschile. A fine anno vince le ATP World Tour Finals con Marcel Granollers, successo con cui a gennaio raggiunge il suo miglior ranking ATP in carriera al 3º posto mondiale

### 2014: finale agli US Open
Nel 2014 raggiunge la finale al Roland Garros e agli US Open insieme a Marcel Granollers, suo compagno di doppio da alcuni anni. A Parigi perdono da Julien Benneteau ed Édouard Roger-Vasselin 6-3, 7-6 e a New York vengono sconfitti da Bob e Mike Bryan 6-3, 6-4.

### 2016: vittoria al Roland Garros e alle Olimpiadi di Rio
Nel 2016 Marc Lopez conquista il Roland Garros, battendo insieme a Feliciano Lopez i gemelli Bryan 6-4, 6-7, 6-3 e le Olimpiadi di Rio con Rafael Nadal, superando Florin Mergea e Horia Tecău 6-2, 3-6, 6-4.

### 2017: finale agli US Open
Nel 2017 non vince nessun titolo ATP ma raggiunge quattro finali. Agli US Open si spinge fino all'ultimo atto con Felciano Lopez, cedendo a Jean-Julien Rojer e Horia Tecău 6-4, 6-3. Un'altra finale importante è quella di Monte-Carlo, sempre con Feliciano, sconfitti da Rohan Bopanna e Pablo Cuevas 6-3, 3-6, [10-4]

### 2018: semifinale al Roland Garros
Nel 2018 vince il Barcelona Open insieme a Felicano Lopez, battendo Aisam-ul-Haq Qureshi e Jean-Julien Rojer 7-6, 6-4. Raggiunge anche la semifinale del Roland Garros con l'omonimo connazionale.

### 2019–2022: declino e ritiro
A partire dal 2019 non supera più il primo turno negli Slam e cala notevolmente di rendimento. Nel 2020 esce dai primi 300 del mondo, nel 2021 dai primi 500 e si ritira nel maggio 2022.

## Statistiche

### Doppio

#### Vittorie (14)
| Legenda doppio       |
| Grande Slam (1)      |
| Giochi olimpici (1)  |
| ATP Finals (1)       |
| ATP Masters 1000 (3) |
| ATP Tour 500 (2)     |
| ATP Tour 250 (6)     |

| Numero | Data             | Torneo                              | Superficie  | Compagno          | Avversari in finale                    | Punteggio           |
| 1.     | 9 gennaio 2009   | Qatar Open ATP, Doha (1)            | Cemento     | Rafael Nadal      | Daniel Nestor Nenad Zimonjić           | 4-6, 6-4, [10-8]    |
| 2.     | 20 marzo 2010    | Indian Wells Open, Indian Wells (1) | Cemento     | Rafael Nadal      | Daniel Nestor Nenad Zimonjić           | 7–6(8), 6-3         |
| 3.     | 9 maggio 2010    | Estoril Open, Estoril               | Terra rossa | David Marrero     | Pablo Cuevas Marcel Granollers         | 6(1)–7, 6-4, [10-4] |
| 4.     | 25 luglio 2010   | International German Open, Amburgo  | Terra rossa | David Marrero     | Jérémy Chardy Paul-Henri Mathieu       | 6-3, 2-6, [10-8]    |
| 5.     | 7 gennaio 2011   | Qatar Open ATP, Doha (2)            | Cemento     | Rafael Nadal      | Daniele Bracciali Andreas Seppi        | 6-3, 7–6(4)         |
| 6.     | 18 marzo 2012    | Indian Wells Open, Indian Wells (2) | Cemento     | Rafael Nadal      | John Isner Sam Querrey                 | 6-2, 7–6(3)         |
| 7.     | 20 maggio 2012   | Internazionali d'Italia, Roma       | Terra rossa | Marcel Granollers | Łukasz Kubot Janko Tipsarević          | 6-3, 6-2            |
| 8.     | 22 luglio 2012   | Swiss Open Gstaad, Gstaad           | Terra rossa | Marcel Granollers | Robert Farah Santiago Giraldo          | 6-4, 7–6(9)         |
| 9.     | 12 novembre 2012 | ATP World Tour Finals, Londra       | Cemento (i) | Marcel Granollers | Mahesh Bhupathi Rohan Bopanna          | 7-5, 3-6, [10-3]    |
| 10.    | 16 febbraio 2014 | Argentina Open, Buenos Aires        | Terra rossa | Marcel Granollers | Pablo Cuevas Horacio Zeballos          | 7-5, 6-4            |
| 11.    | 8 gennaio 2016   | Qatar Open ATP, Doha (3)            | Cemento     | Feliciano López   | Philipp Petzschner Alexander Peya      | 6–4, 6–3            |
| 12.    | 4 giugno 2016    | Open di Francia, Parigi             | Terra rossa | Feliciano López   | Bob Bryan Mike Bryan                   | 6-4, 6(6)–7, 6-3    |
| 13.    | 12 agosto 2016   | Giochi Olimpici, Rio de Janeiro     | Cemento     | Rafael Nadal      | Florin Mergea Horia Tecău              | 6-2, 3-6, 6-4       |
| 14.    | 29 aprile 2018   | Barcelona Open, Barcellona          | Terra rossa | Feliciano López   | Aisam-ul-Haq Qureshi Jean-Julien Rojer | 7–6(5), 6-4         |

#### Finali perse (19)
| Legenda doppio       |
| Grande Slam (3)      |
| ATP Finals (0)       |
| ATP Masters 1000 (4) |
| ATP Tour 500 (4)     |
| ATP Tour 250 (8)     |

| Numero | Data             | Torneo                                       | Superficie  | Compagno          | Avversari in finale                     | Punteggio           |
| 1.     | 18 aprile 2004   | Open de Tenis Comunidad Valenciana, Valencia | Terra rossa | Feliciano López   | Gastón Etlis Martín Rodríguez           | 5-7, 6(5)–7         |
| 2.     | 31 ottobre 2010  | Open Sud de France, Montpellier              | Cemento (i) | Eduardo Schwank   | Stephen Huss Ross Hutchins              | 2-6, 6-4, [7-10]    |
| 3.     | 6 febbraio 2011  | Zagreb Indoors, Zagabria                     | Cemento (i) | Marcel Granollers | Dick Norman Horia Tecău                 | 3-6, 4-6            |
| 4.     | 1º maggio 2011   | Estoril Open, Estoril (1)                    | Terra rossa | David Marrero     | Eric Butorac Jean-Julien Rojer          | 3-6, 4-6            |
| 5.     | 16 luglio 2011   | Stuttgart Open, Stoccarda                    | Terra rossa | Marcel Granollers | Jürgen Melzer Philipp Petzschner        | 3-6, 4-6            |
| 6.     | 4 marzo 2012     | Abierto Mexicano de Tenis, Acapulco          | Terra rossa | Marcel Granollers | David Marrero Fernando Verdasco         | 3-6, 4-6            |
| 7.     | 29 aprile 2012   | Torneo Godó, Barcellona                      | Terra rossa | Marcel Granollers | Mariusz Fyrstenberg Marcin Matkowski    | 6-2, 6(7)–7, [8-10] |
| 8.     | 15 luglio 2012   | Croatia Open Umag, Umago                     | Terra rossa | Marcel Granollers | David Marrero Fernando Verdasco         | 3-6, 6(4)–7         |
| 9.     | 12 agosto 2012   | Canadian Open, Toronto                       | Cemento     | Marcel Granollers | Bob Bryan Mike Bryan                    | 1-6, 6-4, [10-12]   |
| 10.    | 18 agosto 2013   | Cincinnati Open, Cincinnati                  | Cemento     | Marcel Granollers | Bob Bryan Mike Bryan                    | 4-6, 6-4, [4-10]    |
| 11.    | 7 giugno 2014    | Open di Francia, Parigi                      | Terra rossa | Marcel Granollers | Julien Benneteau Édouard Roger-Vasselin | 3-6, 6(1)–7         |
| 12.    | 7 settembre 2014 | US Open, New York (1)                        | Cemento     | Marcel Granollers | Bob Bryan Mike Bryan                    | 3-6, 4-6            |
| 13.    | 3 maggio 2015    | Estoril Open, Cascais (2)                    | Terra rossa | David Marrero     | Treat Conrad Huey Scott Lipsky          | 1-6, 4-6            |
| 14.    | 17 maggio 2015   | Internazionali d'Italia, Roma                | Terra rossa | Marcel Granollers | Pablo Cuevas David Marrero              | 4-6, 5-7            |
| 15.    | 27 febbraio 2016 | Dubai Tennis Championships, Dubai            | Cemento     | Feliciano López   | Simone Bolelli Andreas Seppi            | 2-6, 6-3, [12-14]   |
| 16.    | 15 aprile 2017   | Grand Prix Hassan II, Marrakech              | Terra rossa | Marcel Granollers | Dominic Inglot Mate Pavić               | 4-6, 6-2, [9-11]    |
| 17.    | 23 aprile 2017   | Monte Carlo Masters, Montecarlo              | Terra rossa | Feliciano López   | Rohan Bopanna Pablo Cuevas              | 3-6, 6-3, [4-10]    |
| 18.    | 30 luglio 2017   | German Open Hamburg, Amburgo                 | Terra rossa | Pablo Cuevas      | Ivan Dodig Mate Pavić                   | 3-6, 4-6            |
| 19.    | 8 settembre 2017 | US Open, New York (2)                        | Cemento     | Feliciano López   | Jean-Julien Rojer Horia Tecău           | 4-6, 3-6            |

## Risultati in progressione
| Sigla | Risultato               |
| ----- | ----------------------- |
| V     | Vincitore               |
| F     | Finalista               |
| SF    | Semifinalista           |
| O     | Oro olimpico            |
| A     | Argento olimpico        |
| SF    | Bronzo olimpico         |
| QF    | Quarti di Finale        |
| 4T    | Quarto turno            |
| 3T    | Terzo turno             |
| 2T    | Secondo turno           |
| 1T    | Primo turno             |
| RR    | Round Robin             |
| LQ    | Turno di qualificazione |
| A     | Assente                 |
| ND    | Non disputato           |

| Legenda superfici    |
| -------------------- |
| Cemento              |
| Terra battuta        |
| Erba                 |
| Superficie variabile |

### Singolare
| Tornei Grande Slam         |     |     |               |               |               |     |               |               |               |     |
| Australian Open, Melbourne | A   | A   | A             | A             | Q2            | Q1  | Q3            | Q1            | A             | 0-0 |
| Roland Garros, Parigi      | 2T  | 1T  | A             | A             | Q3            | 1T  | Q1            | A             | A             | 1-3 |
| Wimbledon, Londra          | A   | 1T  | A             | A             | Q3            | Q1  | Q1            | A             | A             | 0-1 |
| US Open, New York          | A   | A   | A             | A             | A             | A   | A             | A             | A             | 0-0 |
| Vittorie-Sconfitte         | 1-1 | 0-2 | 0-0           | 0-0           | 0-0           | 0-1 | 0-0           | 0-0           | 0-0           | 1-4 |
| Giochi Olimpici            |     |     |               |               |               |     |               |               |               |     |
| Giochi Olimpici            | ND  | A   | Non disputati | Non disputati | Non disputati | A   | Non disputati | Non disputati | Non disputati | 0-0 |
| Vittorie-Sconfitte         | ND  | 0-0 | Non disputati | Non disputati | Non disputati | 0-0 | Non disputati | Non disputati | Non disputati | 0-0 |

### Doppio
| Tornei Grande Slam            |               |               |               |     |               |               |               |      |               |               |               |       |
| Australian Open, Melbourne    | A             | 1T            | 1T            | 2T  | SF            | 2T            | 1T            | 2T   | 3T            | 2T            | 1T            | 10-10 |
| Open di Francia, Parigi       | QF            | QF            | 2T            | A   | QF            | F             | 1T            | V    | 1T            | SF            |               | 25-8  |
| Wimbledon, Londra             | 1T            | 2T            | 2T            | 1T  | 1T            | 3T            | 2T            | 1T   | 1T            | 1T            |               | 5-10  |
| US Open, New York             | A             | 1T            | 3T            | SF  | 3T            | F             | 3T            | SF   | F             | 2T            |               | 25-8  |
| Vittorie-Sconfitte            | 3-2           | 4-4           | 4-3           | 5-3 | 9-4           | 13-4          | 3-4           | 11-3 | 7-4           | 6-4           | 0-1           | 65-36 |
| Torneo di Fine Anno           |               |               |               |     |               |               |               |      |               |               |               |       |
| ATP World Tour Finals, Londra | A             | A             | A             | V   | RR            | RR            | A             | RR   | A             | A             |               | 7-7   |
| Vittorie-Sconfitte            | 0-0           | 0-0           | 0-0           | 4-1 | 1-2           | 1-2           | 0-0           | 1-2  | 0-0           | 0-0           | 0-0           | 7-7   |
| Giochi Olimpici               |               |               |               |     |               |               |               |      |               |               |               |       |
| Giochi Olimpici               | Non disputati | Non disputati | Non disputati | 1T  | Non disputati | Non disputati | Non disputati | V-O  | Non disputati | Non disputati | Non disputati | 5-1   |
| Vittorie-Sconfitte            | Non disputati | Non disputati | Non disputati | 0-1 | Non disputati | Non disputati | Non disputati | 5-0  | Non disputati | Non disputati | Non disputati | 5-1   |

### Doppio misto
| Tornei Grande Slam         |               |               |               |     |               |               |               |     |               |               |               |      |
| Australian Open, Melbourne | A             | A             | 1T            | A   | A             | A             | A             | 1T  | A             | 1T            | A             | 0-3  |
| Open di Francia, Parigi    | A             | 1T            | 2T            | A   | A             | 1T            | 1T            | A   | A             | A             |               | 1-4  |
| Wimbledon, Londra          | A             | A             | 1T            | 1T  | A             | A             | A             | A   | A             | A             |               | 0-2  |
| US Open, New York          | A             | 1T            | A             | A   | A             | A             | A             | 1T  | 1T            | 1T            |               | 0-4  |
| Vittorie-Sconfitte         | 0-0           | 0-2           | 1-3           | 0-1 | 0-0           | 0-1           | 0-1           | 0-2 | 0-1           | 0-2           | 0-0           | 1-13 |
| Giochi Olimpici            |               |               |               |     |               |               |               |     |               |               |               |      |
| Giochi Olimpici            | Non disputati | Non disputati | Non disputati | A   | Non disputati | Non disputati | Non disputati | A   | Non disputati | Non disputati | Non disputati | 0-0  |
| Vittorie-Sconfitte         | Non disputati | Non disputati | Non disputati | 0-0 | Non disputati | Non disputati | Non disputati | 0-0 | Non disputati | Non disputati | Non disputati | 0-0  |